# Genovski zaliv
Genovski zaliv (italijansko: Golfo di Genova) je nejsevernejši del Ligurskega morja, ki se razprostira ob obali Ligurije od Imperie na zahodu do La Spezie na vzhodu. Zaliv je širok okoli 125 km. Največje mesto, ki je tudi pomembno pristanišče, je Genova, po katerem je zaliv poimenovan in leži v sredini zaliva med zahodno (Riviera di Ponente /ligursko Rivëa de Punènte) in vzhodno ligursko obalo (Riviera di Levante /ligursko Rivëa de Levante). 